# Erebus candidii
Erebus candidii är en fjärilsart som beskrevs av Embrik Strand 1920. Erebus candidii ingår i släktet Erebus och familjen nattflyn. Inga underarter finns listade i Catalogue of Life.